# Силикян, Мовсес Михайлович
Мовсе́с Миха́йлович Силикя́н (арм. Մովսես Միխայիլի Սիլիկյան) или Моисе́й Миха́йлович Сили́ков (2 [14] сентября 1862, с. Варташен, Елизаветпольская губерния, Российская империя — 10 декабря 1937, Ереван, Армянская ССР, СССР) — российский и армянский военачальник удинского происхождения. В годы Первой мировой войны дослужился до чина генерал-майора, участвовал в боевых действиях против Османской империи на Кавказском фронте.

## Биография
Родился 2 (14) сентября 1862 года в селе Варташен Елизаветпольской губернии в удинской семье. Образование получил в 1-й Московской военной гимназии. На военную службу поступил 16 (28) августа 1882 года. Окончил 3-е военное Александровское училище. Выпущен в 155-й пехотный Кубинский полк. С 1910 года — полковник. С началом Первой мировой войны полковник Силиков в качестве командира 6-го стрелкового полка 2-й Кавказской стрелковой бригады (позднее дивизии) принимал участие в разных сражениях. После взятия русскими войсками крепости Эрзурум (3 [16] февраля 1916 года) был назначен его первым военным комендантом. С января 1918 года — командир 1-й пехотной дивизии Армянского корпуса. В мае 1918 года в Сардарапатской битве Силиков нанёс поражение турецким войскам, наступавшим на Эривань. В это время под его началом служил будущий Маршал Советского Союза И. Х. Баграмян, который впоследствии отмечал, что Силиков был «наиболее одарённым военачальником из всех армянских генералов того времени…».
После прихода большевиков к власти в Армении работал в Александрополе — в шведском отделении фирмы «Балтик», продавал сельскохозяйственный инвентарь. С 1923 по 1929—1930 годов работал в американском отделении «Near East Relief» в Эривани. Несколько раз был арестован НКВД. В 1937 году был репрессирован, наряду с Христофором Араратовым и другими героями Сардарапата. Расстрелян 10 декабря 1937 года. Реабилитирован 10 ноября 1987 года.

## Память
В Ереване, на улице Пушкина, 38, установлена мемориальная доска.

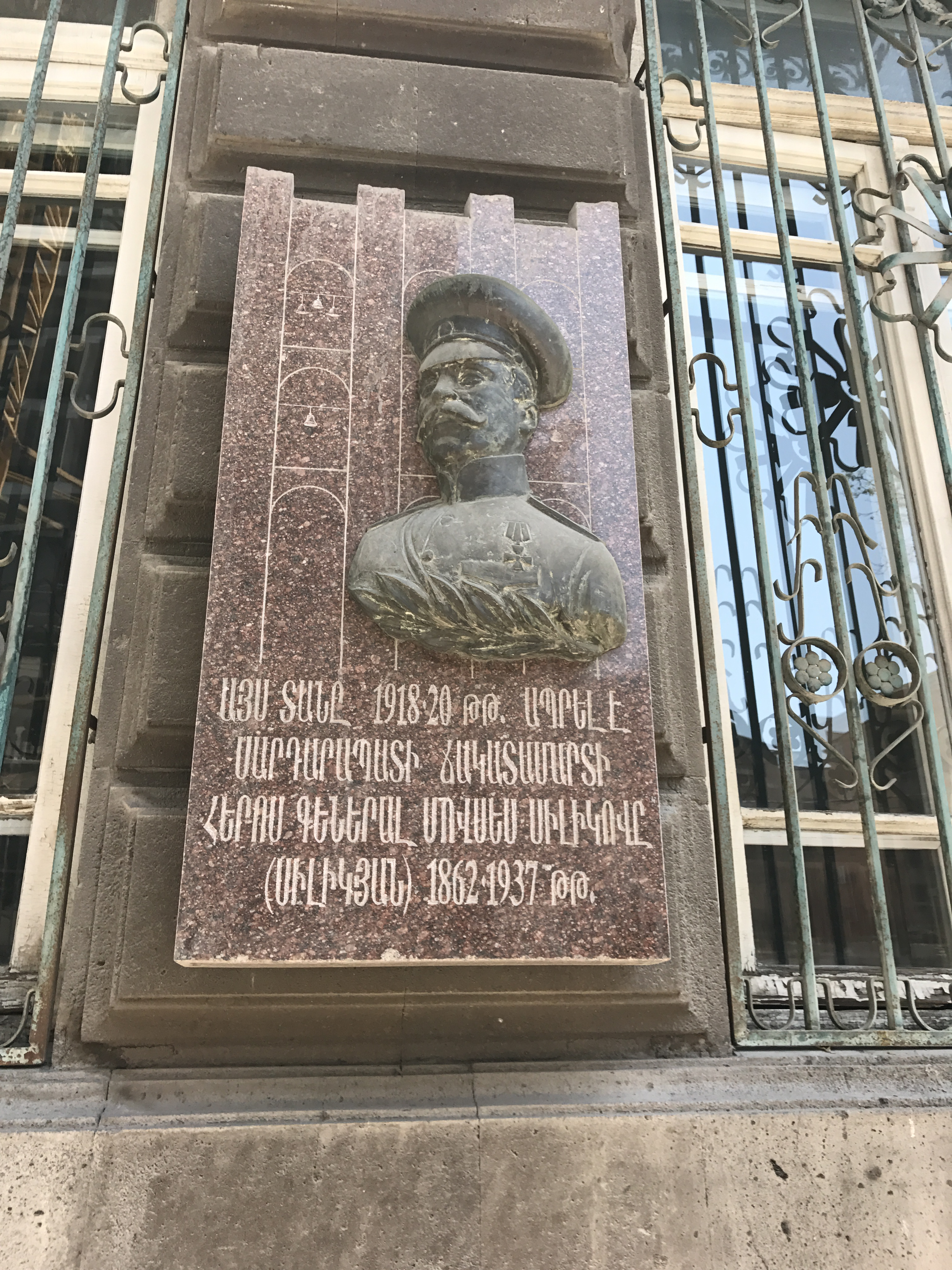
Мемориальная доска в Ереване
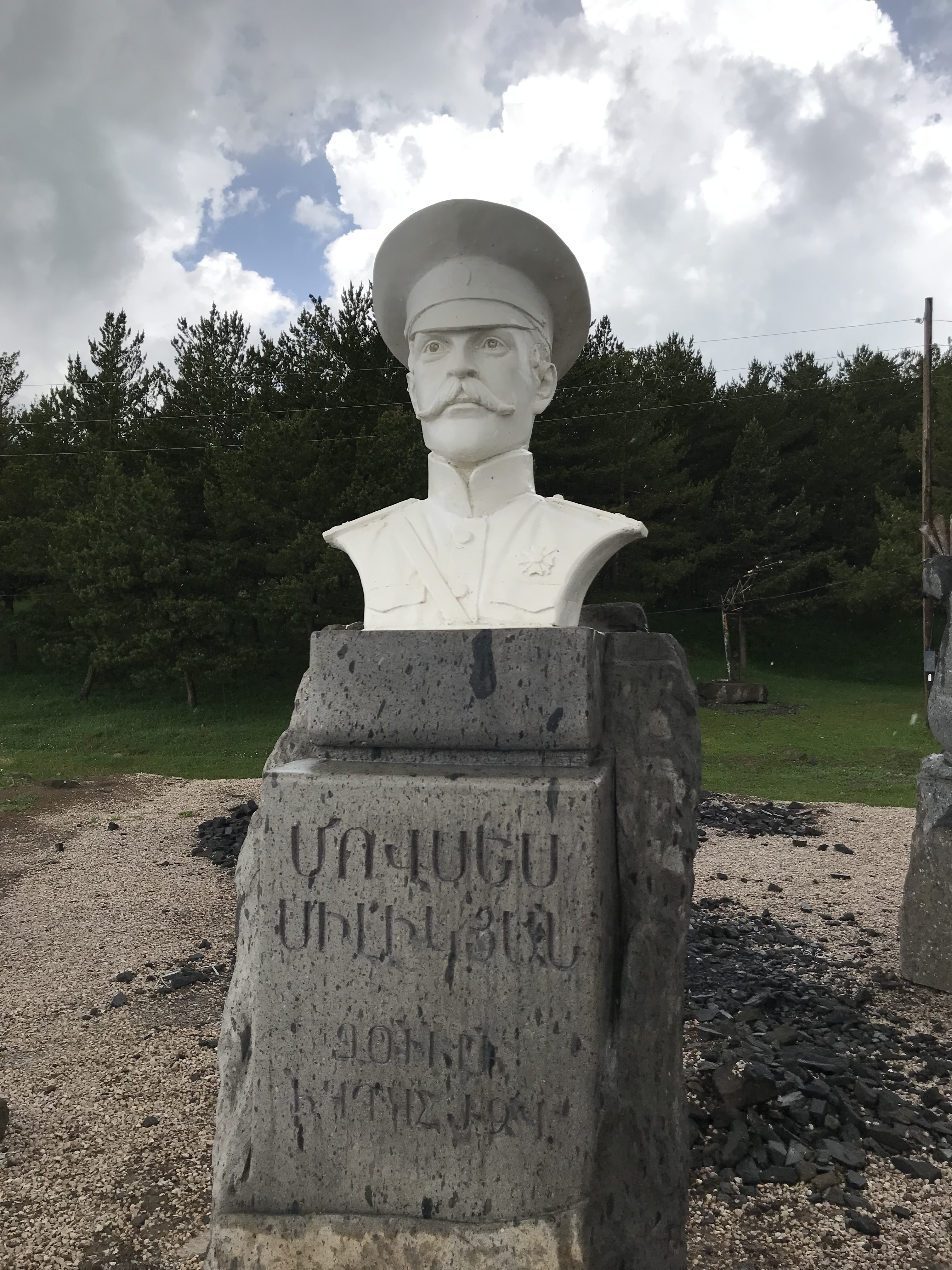
Бюст Мовсеса Михайловича в Апаране